# Трисульфід стибію
Трисульфід стибію (Sb2S3) зустрічається в природі як кристалічний мінерал стибніт і аморфний червоний мінерал (фактично мінералоїд) метастибніт. Його виготовляють для безпечних сірників, військової амуніції, вибухівки та феєрверків. Він також використовується у виробництві скла рубінового кольору та в пластмасах як антипірен. Історично форма стибніту використовувалася як сірий пігмент у картинах, створених у 16 столітті. У 1817 році хімік барвників і тканин Джон Мерсер виявив нестехіометричну сполуку стибій помаранчовий (приблизна формула Sb2S3·Sb2O3), перший якісний помаранчевий пігмент, доступний для друку на бавовняній тканині.
Трисульфід стибію також використовувався як чутливий до зображення фотопровідник у трубках відеокамери відікон. Це напівпровідник із прямою забороненою зоною 1,8–2,5 еВ. З відповідним легуванням можна виробляти матеріали типу p і n .